# Foucherans (Jura)
Foucherans – miejscowość i gmina we Francji, w regionie Burgundia-Franche-Comté, w departamencie Jura.
Według danych na rok 1990 gminę zamieszkiwało 1710 osób, a gęstość zaludnienia wynosiła 222 osoby/km² (wśród 1786 gmin Franche-Comté, Foucherans plasuje się na 91. miejscu pod względem liczby ludności, natomiast pod względem powierzchni na miejscu 591.).